# Lalheue
Lalheue település Franciaországban, Saône-et-Loire megyében. Lakosainak száma 350 fő (2022. január 1.). Lalheue Saint-Ambreuil, La Chapelle-de-Bragny, Laives, Messey-sur-Grosne és Nanton községekkel határos.

## Népesség
A település népességének változása:
| Lakosok száma | 390  | 403  | 416  | 395  | 382  | 370  | 364  | 356  | 350  |
|               | 2013 | 2015 | 2016 | 2017 | 2018 | 2019 | 2020 | 2021 | 2022 |